# Floranne van den Broek
Floranne van den Broek (Brummen, 25 april 1989) is een Nederlandse voetbalster die uitkomt voor Be Quick '28.

## Carrière
Van den Broeks voetbalcarrière begon bij de jongens van SC Brummen uit haar woonplaats. Later maakte ze de overstap naar VV Oeken uit Oeken, een dorp uit de gemeente Brummen. Ze kreeg uitnodigingen voor Oranje onder meer onder 17 en Oranje onder 19, waarvoor ze diverse duels uitkwam.
In de zomer van 2007 ruilde zij op achttienjarige leeftijd VV Oeken in voor FC Twente om mee te doen aan de nieuw opgerichte Eredivisie voor vrouwen. Met FC Twente won ze in haar eerste seizoen de KNVB beker. Na één seizoen moest ze op zoek naar een andere club, omdat FC Twente haar eenjarige contract niet verlengde. Met ingang van het seizoen 2008/09 meldde ze zich bij Be Quick '28.

## Carrièrestatistieken
| Seizoen         | Club            | Land            | Competitie      | Competitie | Competitie | Beker | Beker | Internationaal | Internationaal | Overig | Overig | Totaal | Totaal |
| Seizoen         | Club            | Land            | Competitie      | Wed.       | Dlp.       | Wed.  | Dlp.  | Wed.           | Dlp.           | Wed.   | Dlp.   | Wed.   | Dlp.   |
| --------------- | --------------- | --------------- | --------------- | ---------- | ---------- | ----- | ----- | -------------- | -------------- | ------ | ------ | ------ | ------ |
| 2007/08         | FC Twente       | Nederland       | Eredivisie      | 4          | 0          | 0     | 0     | –              | –              | –      | –      | 4      | 0      |
| 2010/11         | FC Zwolle       | Nederland       | Eredivisie      | 2          | 0          | 0     | 0     | –              | –              | –      | –      | 2      | 0      |
| Carrière totaal | Carrière totaal | Carrière totaal | Carrière totaal | 6          | 0          | 0     | 0     | 0              | 0              | 0      | 0      | 6      | 0      |

## Erelijst

### MetFC Twente
| Nationaal  |    |         |
| KNVB beker | 1x | 2007/08 |